# Xã Agassiz, Quận Lac qui Parle, Minnesota
Xã Agassiz (tiếng Anh: Agassiz Township) là một xã thuộc quận Lac qui Parle, tiểu bang Minnesota, Hoa Kỳ. Năm 2010, dân số của xã này là 103 người.